# المدن الجديدة (سنغافورة)
المدن الجديدة في سنغافورة (بالإنجليزية: new towns of Singapore ، بالأوكرانية: Нові міста Сінгапуру): هي مدن مخططة تقع في مختلف أنحاء سنغافورة ومصممة لتكون مكتفية ذاتيا. تم تصميم هذه المدن الجديدة لاستيعاب ما يصل إلى 300 ألف نسمة، وتحتوي على مناطق مخصصة للإسكان والترفيه والتوظيف، وتتكون من أحياء متعددة.